# Štrpce
Štrpce (serbisch-kyrillisch Штрпце, albanisch Shtërpca oder auch Shtërpcë) ist eine Kleinstadt in der gleichnamigen Kommune am Nordhang des Gebirges Šar Planina im Süden des Kosovo. Etwa drei Kilometer südwestlich von Štrpce befindet sich der Ort Brezovica, der ein wichtiges Wintersportzentrum im ehemaligen Jugoslawien war.

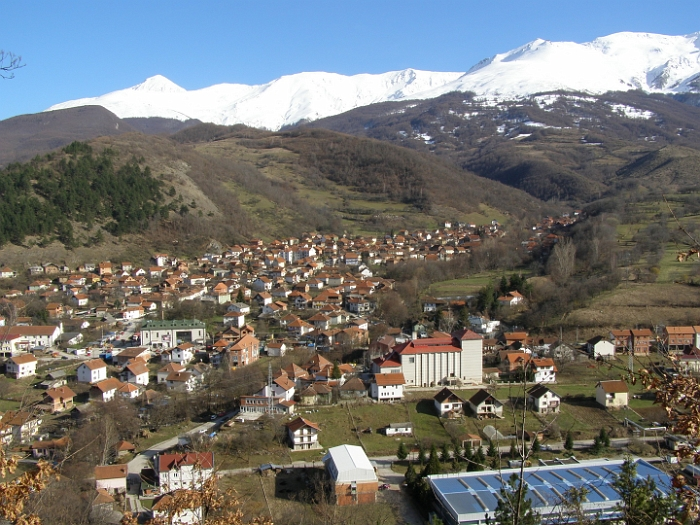
Blick auf Štrpce

## Bevölkerung
Der Ort Štrpce hatte laut dem letzten Zensus 2011 insgesamt 1265 Einwohner. Von diesen waren 1211 (95,73 %) Serben; 25 (1,98 %) Roma bzw. Aschkali, 17 (1,34 %) Albaner und 2 Bosniaken. 3 Personen gehörten anderen Ethnien an.
| Volkszählung | 1948 | 1953 | 1961 | 1971 | 1981 | 1991 | 2011 |
| ------------ | ---- | ---- | ---- | ---- | ---- | ---- | ---- |
| Einwohner    | 1630 | 1714 | 1812 | 1947 | 1966 | 2200 | 1265 |